# 单端孢霉烯

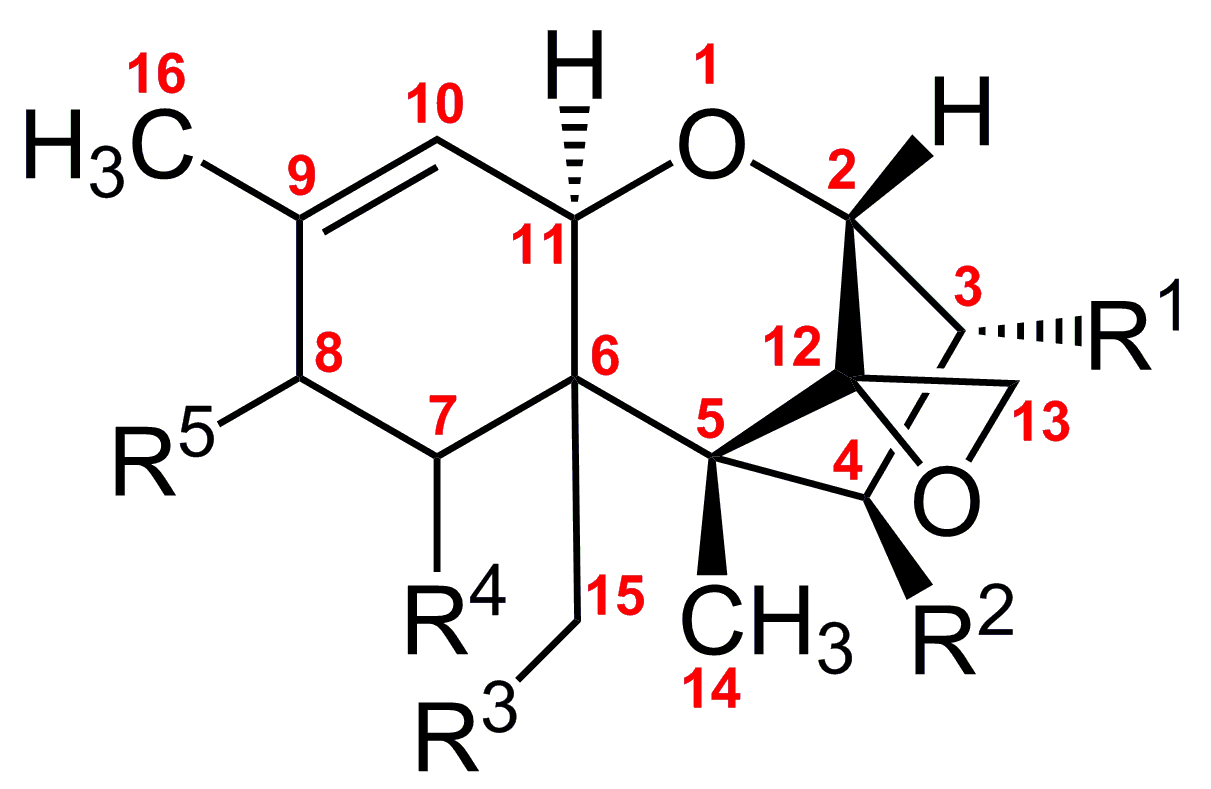
单端孢霉烯的化学结构和碳原子编号

单端孢霉烯（英語：Trichothecene）是一类倍半萜类霉菌毒素，存在于鐮孢菌屬（学名：Fusarium）、漆斑菌属（学名：Myrothecium）等多种真菌中，结构上最大的特点是存在C12-C13的环氧结构。

## 例子
- 呕吐毒素，又称脱氧雪腐镰刀菌烯醇（DON）
- 蛇形霉素，又称二乙酰镳草镰刀菌烯醇（DAS）
- 镰刀菌烯酮-X（FusX）
- 漆斑菌毒素B
- 新茄病镰刀菌烯醇（NeoSol）
- 雪腐镰刀菌烯醇（NIV）
- 木霉素
- T-2毒素
- 疣疱菌素A
- 单端孢霉-9-烯[2]